# NGC 5845
NGC 5845 (другие обозначения — UGC 9700, MCG 0-38-24, ZWG 20.59, ARAK 468, PGC 53901) — эллиптическая галактика (E) в созвездии Дева.
Этот объект входит в число перечисленных в оригинальной редакции «Нового общего каталога».